# Левкопласт
Левкопластът (на старогръцки: λευκός — бял и на старогръцки: πλαστός — налепен, оформен) е клетъчен органел без пигмент в растителната клетка. Той е отделен от цитоплазмата с две мембрани. В него се разполагат различни хранителни вещества (полизахариди, скорбяла), необходими на растителната клетка да преживее неблагоприятните условия в бъдеще. Левкопластите спадат към групата растителни органели, към която се отнасят още хлоропластите и хромопластите.
Левкопластите нямат пигменти и не фотосинтезират, затова са разположени в корените на растенията или в други нефотосинтезиращи тъкани. Основната им функция е съхраняване на скорбяла, липиди и белтъци и съответно се наричат амилопласти, олейопласти и протеинопласти.
На български език думата левкопласт е по-разпространена в различен смисъл – на медицински пластир (лейкопласт – „бяла лепенка“).

## Сравнение
- Пластид
  - Хлоропласт и етиопласт
  - Хромопласт
  - Левкопласт
    - Амилопласт
    - Елеопласт
    - Протеинопласт